# Церква Святого Архистратига Михаїла (Верин)
Церква Святого Архистратига Михаїла у Верині — храм УГКЦ у селі Верині Розвадівської громади Стрийського району Львівської области України.

## Історія
Протягом 1909—1929 років за проєктом Василя Нагірного тривало будівництво мурованого храму, який замінив стару дерев'яну церкву Різдва Христового 1620 року побудови (розібрана після 1938 року, а за даними Михайла Драґана в 1940‑х роках). За будівництвом також наглядав Євген Нагірний. 1932 року відбулося освячення церкви на честь святого архистратига Михаїла.
19 червня 1832 року парафію візитував митрополит Михайло Левицький, а 1881 року митрополит Йосиф Сембратович. 1886 року коштом куратора фундації Скарбека, князя Кароля Яблоновського полагодили церкву і дзвіницю. 1903 року храм застрахували в товаристві «Дністер».
У 2007—2019 роках розписав храм художник Микола Гаврилів. У стінописі митець використав євангельські сюжети та ілюстрації до Біблії в поєднанні з національними та історичними елементами України. Вітражі для церкви розробив Любомир Медвідь.
Дерев'яний і мурований храми зображені на знімках Карла Якоба Буркхардта та Генрика Поддембського; на картині польського художника Марцелія Гарасимовича лише стара дерев'яна церква з дзвіницею.
Біля храму є дерев'яна дзвіниця 18 ст.

## Парохи
- о. Василь Мартинович
- о. Яків Мартинович (1786)
- о. Іван Мартинович
- о. Яким Фіцалович (1829—1860)
- о. Юліян Фицалович (1860—1882)
- о. Володислав Сельський (1882—1883, адміністратор)
- о. Іван Продзевич (1883—1917)
- о. Йосиф (1906—1908, сотрудник)
- о. Максим Хома (1908—1910, сотрудник)
- о. Варлаам Витковський (1910—1911, сотрудник)
- о. Стефан Коссак (1911—1912, сотрудник)
- о. Мирон Крутяк (1912—1917, сотрудник; 1917—1921, адміністратор)
- о. Антін Гарасевич (1917)
- о. Іван Михайлів (1918—1927)
- о. Зенон Калинюк (1927—1928)
- о. Роман Яценків (1929—1930, адміністратор)
- о. Микола Киндій (1930—1933)
- о. Василь Лавришин (1934—1941)
- о. Карло Єрми (1941—1944)
- о. Василь Говера
- о. Тарас Пиріг